# Campionati del mondo di ciclismo su pista 2022 - Scratch femminile
La gara di scratch femminile ai Campionati del mondo di ciclismo su pista 2022 si svolse il 12 ottobre 2022.

## Podio
| Pos.    | Atleta             | Nazionalità   |
| ------- | ------------------ | ------------- |
| Oro     | Martina Fidanza    | Italia        |
| Argento | Maike van der Duin | Paesi Bassi   |
| Bronzo  | Jessica Roberts    | Gran Bretagna |

## Risultati
40 giri (10 km)
| Posizione | Atleta              | Nazione       | Gap in giri |
| --------- | ------------------- | ------------- | ----------- |
| 1         | Martina Fidanza     | Italia        |             |
| 2         | Maike van der Duin  | Paesi Bassi   |             |
| 3         | Jessica Roberts     | Gran Bretagna |             |
| 4         | Lily Williams       | Stati Uniti   |             |
| 5         | Michaela Drummond   | Nuova Zelanda |             |
| 6         | Chloe Moran         | Australia     |             |
| 7         | Lea Lin Teutenberg  | Germania      |             |
| 8         | Aline Seitz         | Svizzera      |             |
| 9         | Maggie Coles-Lyster | Canada        |             |
| 10        | Petra Ševčíková     | Rep. Ceca     |             |
| 11        | Yumi Kajihara       | Giappone      |             |
| 12        | Maria Martins       | Portogallo    |             |
| 13        | Katrijn De Clercq   | Belgio        |             |
| 14        | Jade Labastugue     | Francia       |             |
| 15        | Alžbeta Bačíková    | Slovacchia    |             |
| 16        | Ebtissam Mohamed    | Egitto        |             |
| 17        | Lara Gillespie      | Irlanda       |             |
| 18        | Anita Stenberg      | Norvegia      |             |
| 19        | Argiro Milaki       | Grecia        |             |
| 20        | Nikola Wielowska    | Polonia       |             |
| 21        | Eukene Larrarte     | Spagna        |             |
| 22        | Amber Joseph        | Stati Uniti   |             |
| 23        | Olivija Baleišytė   | Lituania      |             |
| 24        | Rinata Sultanova    | Kazakistan    |             |